# Jesse Rogers
Jesse Rogers (* 5. März 1911 in Waynesboro, Mississippi, als Jesse Otto Rodgers; † 4. Dezember 1973 in Crosby, Texas) war ein US-amerikanischer Old-Time- und Country-Musiker. Rogers war der Cousin des „Blue Yodelers“ Jimmie Rodgers.

## Leben

### Kindheit und Jugend
Jesse Rodgers wurde 1911 (anderen Angaben nach schon 1910 bzw. erst 1913) als Sohn von Eff Rogers geboren. Kurz nach Rogers Geburt zog die Familie ins südliche Mississippi zu Rogers Onkel Arron, Vater des später berühmten Jimmie Rodgers. Jesses Vater arbeitete fortan bei derselben Eisenbahngesellschaft wie Jimmies Vater und Jesse wuchs mit dem älteren Jimmie auf. Sein Vater kaufte später viel Land entlang des Mississippi River, das er von afroamerikanischen Arbeitern bebauen ließ. Jimmie und der junge Jesse verbrachten viel Zeit mit den Feldarbeitern und hörten den Gospel- sowie Blues-Gesängen zu, was beide nachhaltig beeinflusste.

### Karriere
Jimmie wurde 1928 quasi über Nacht mit Hits wie T For Texas oder In the Jailhouse Now berühmt und sicherte seinem Cousin einen Plattenvertrag mit Victor Records. Jesses erste Platten erschienen 1933, ein Jahr nach Jimmie Rodgers’ frühem Tod, auf Victors Sublabel Bluebird Records. Diese Aufnahmen waren im Stil von Jesses Cousin gehalten, der von Jodeln und Gitarrenbegleitung geprägt war. Jesse Rogers imitierte jedoch nicht die Stimme seines Cousins und versuchte in diesen Jahren immer wieder seinen eigenen Stil zu finden, wofür er auch eigenes Songmaterial verwandte. Mit seinen eigenen Titeln wie Auto Love Song gingen die Verkaufszahlen aber zurück – lediglich den Jimmie-Rodgers-Interpretationen war mäßiger Erfolg beschieden. Zudem waren Rogers’ Fähigkeiten auf der Gitarre – im Gegensatz zu denen seines Cousins – nur rudimentär und auch den Jodeln fehlte es an Präzision. Für Bluebird wurden bis 1937 72 Titel eingespielt. Nachdem der Vertrag geendet hatte, änderte Jesse seinen Namen zu Jesse Rogers, da er zu oft mit seinem berühmten Cousin verglichen wurde.

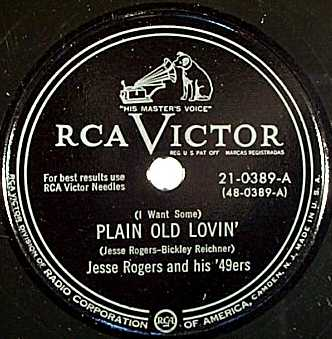
Plain Old Lovin’

In den 1940er und 1950er Jahren hatte er mit Phil Shirdian seine eigene Radioshow auf WFIL in Philadelphia. Rogers blieb während der 1940er-, 1950er- und 1960er-Jahre der Musikszene Philadelphias treu, in der Künstler wie Bill Haley, Rusty Wellington und Al Rex aktiv waren. Auch seine Frau Sally Starr war Radiomoderatorin und Sängerin. Zudem trat er als „Ranger Joe“ und in verschiedenen TV- und Radioshows auf, die teilweise national über das Columbia Broadcasting System übertragen wurden. Rogers hatte auch Shows in Kansas City, Dallas, St. Louis und anderen großen Städten. Ab 1949 stand Rogers für das Label Apollo Records aus New York City unter Vertrag; davor hatte er bereits für RCA Victor, Sonora Records und MGM Records aufgenommen. 1950 moderierte er die Covered Wagon Caravan Show auf WOAM in Camden, New Jersey. Seinen einzigen Chart-Hit hatte Rogers 1949 in den Top-40.
In den 1950er Jahren nahm Rogers für das regionale Label Arcade Records auf. Rogers erste Single für Arcade erschien 1957 mit Jukebox Cannonball, ein Song der von Bill Haley geschrieben und später auch aufgenommen wurde. 1961 versuchte Rogers sich bei Arcade mit Jump Cats Jump – ohne Erfolg.
Insgesamt betrachtet kam Rogers nie an den Erfolg seines Cousins Jimmie Rodgers heran, konnte aber ein beträchtliches Maß innerhalb Philadelphia erreichen. Die Angaben über sein Todesdatum sind widersprüchlich; während die meisten Quellen 1973 angeben, nennt seine Enkelin den 15. Mai 1970 als Todesdatum.

## Diskografie
Diskografie ist nicht vollständig.
| Jahr             | Titel                                                                       | #       | Anmerkungen                 |
| ---------------- | --------------------------------------------------------------------------- | ------- | --------------------------- |
| Bluebird Records |                                                                             |         |                             |
| 1935             | I Wish You Were Here Dear / The Rambler’s Yodel                             | BB-5443 |                             |
|                  | My Brown Eyed Texas Rose / Way Down in Mississippi                          | BB-5499 |                             |
|                  | My Mary / My Winding River Home                                             | BB-5632 |                             |
|                  | Roghneck Blues / Yodeling Railroad Blues                                    | BB-5689 |                             |
|                  | Rattlesnake Daddy / The Auto Love Song                                      | BB-5839 |                             |
|                  | Let Me Call You Mine / Headin’ Home                                         | BB-5853 |                             |
|                  | The Empty Cot in the Old Bunkhouse / An Old Rugged Road                     | BB-5910 |                             |
|                  | ? / Leave Me Alone Sweet Mama                                               | BB-5942 |                             |
|                  | Down in the Hills / Lonely Days in Texas                                    | BB-5958 |                             |
|                  | Back in Troubled in Mind and Blue / Telling on Me                           | BB-6942 |                             |
| 1937             | Back in Jail Again / Second Class Hotel                                     | BB-7042 |                             |
| RCA Victor       |                                                                             |         |                             |
|                  | Plain Old Lovin‘ / I Can Fool the World                                     | 20-0389 | mit den 49'ers              |
|                  | Blue Christmas / Here Comes Santa Claus                                     | 20-3243 |                             |
|                  | Hadacol Boogie / Country Boy                                                | 32-0001 |                             |
|                  | Mind Your Own Business / Why Don’t You Haul Off and Love Me                 | 33-0001 | mit den 49'ers              |
| Sonora Records   |                                                                             |         |                             |
|                  | Ridin’ Down the Canyon / Old Conestoga Wagon                                | 1129    |                             |
|                  | The Yellow Rose of Texas / Patent Leather Boots                             | 1130    |                             |
|                  | The Cattle Call / Back in the Saddle Again                                  | 1131    |                             |
|                  | When the Bloom Is on the Sage / Roll Along Prairie Moon                     | 1132    |                             |
| 1947             | Go West, Young Man, Go West / Days are Long, Nights are Lonely              | H-7032  |                             |
|                  | Tomorrow You’ll Be Sorry That You Broke My Heart Today / Mary from Maryland | H-7036  | mit den Pecos Pioneers      |
| Apollo Records   |                                                                             |         |                             |
| 1949             | The Drunkard’s Child / It’s Nobody’s Fault But Your Own                     | 209     |                             |
| MGM Records      |                                                                             |         |                             |
| 1954             | I Never Knew I Needed You / I Gotta Love Just Like I Live                   | 11884   |                             |
|                  | Impatient Heart / The Waltz You Saved for Me                                | 11983   | mit den Rio Grande Playboys |
| Arcade Records   |                                                                             |         |                             |
| 1957             | Jukebox Cannonball / You Can’t Hang That Monkey on My Back                  | 143     |                             |
| 1960             | Nightwind / Say It Again                                                    | 162     |                             |
| 1961             | Jump Cats Jump / You’ve Changed My Whole Life Into a Song                   | 169     |                             |